# Admiral (lớp tàu chiến-tuần dương)
Lớp tàu chiến-tuần dương Admiral là một lớp bao gồm bốn tàu chiến-tuần dương của Hải quân Hoàng gia Anh Quốc được thiết kế vào lúc Chiến tranh Thế giới thứ nhất sắp kết thúc. Thiết kế của chúng thoạt tiên được bắt đầu như những phiên bản cải tiến của lớp thiết giáp hạm Queen Elizabeth, nhưng được sửa đổi thành tàu chiến-tuần dương sau khi Đô đốc John Jellicoe, Tư lệnh Hạm đội Grand, chỉ ra rằng không có nhu cầu thực sự phải có thêm thiết giáp hạm, nhưng một số tàu chiến-tuần dương Đức đã được đặt lườn sẽ vượt trội hơn hầu hết tàu chiến-tuần dương của Hạm đội Grand, và thiết kế được sửa đổi nhằm đối phó với nguy cơ này. Lớp tàu mới bao gồm Hood, Anson, Howe và Rodney, tất cả các tên được đặt theo các Đô đốc Anh nổi tiếng; nhưng việc chế tạo ba chiếc sau bị tạm ngưng khi vật liệu và nhân lực cần thiết để hoàn thành chúng được chuyển sang chế tạo tàu buôn và tàu hộ tống đang rất thiếu hụt. Thiết kế của chúng được cập nhật để áp dụng những bài học có được từ trận Jutland; nhưng cuối cùng Bộ Hải quân quyết định tốt hơn nên bắt đầu lại với một thiết kế mới từ đầu, nên chúng bị hủy bỏ vào năm 1919. Không có thêm chiếc tàu chiến-tuần dương nào được chế tạo do những thỏa thuận về giới hạn chạy đua vũ trang đạt được sau đó.
Dù sao, việc chế tạo Hood đã tiến triển khá xa nên nó được hoàn tất vào năm 1920, và ngay lập tức trở thành soái hạm của Hải đội Tàu chiến-tuần dương thuộc Hạm đội Đại Tây Dương. Nó phục vụ như là soái hạm của Hải đội Đặc Vụ trong chuyến đi vòng quanh thế giới trong những năm 1923–1924. Hood được chuyển sang Hạm đội Địa Trung Hải vào năm 1936 và trải qua hầu hết những năm sau đó tuần tra không can thiệp trong giai đoạn Nội chiến Tây Ban Nha, rồi được điều quay trở về Anh Quốc trước khi Chiến tranh Thế giới thứ hai bắt đầu trong thành phần Hải đội Tàu chiến-tuần dương của Hạm đội Nhà.
Hood trải qua hầu hết giai đoạn đầu của cuộc chiến tuần tra chống các hoạt động cướp tàu buôn của Đức và hộ tống các đoàn tàu vận tải. Là soái hạm của Lực lượng H đặt căn cứ tại Gibraltar, nó đã nổ súng vào Hạm đội Pháp trong vụ tấn công Mers-el-Kébir. Vào tháng 5 năm 1941, Hood cùng với thiết giáp hạm Prince of Wales nhận được lệnh đánh chặn thiết giáp hạm Đức Bismarck và tàu tuần dương hạng nặng Prinz Eugen khi chúng mưu toan thoát ra Bắc Đại Tây Dương. Trong Trận chiến eo biển Đan Mạch diễn ra sau đó, hầm đạn phía sau của Hood phát nổ khiến nó chìm chỉ trong vòng năm phút kể từ khi bắt đầu nổ súng với tổn thất nhân mạng cực lớn.

## Bối cảnh
Vào năm 1915, Bộ Hải quân Anh Quốc bắt đầu xem xét một thế hệ tàu chiến mới tiếp nối lớp Queen Elizabeth. Giám đốc Chế tạo Hải quân (DNC: Director of Naval Construction), Sir Eustace Tennyson-d'Eyncourt, được lệnh chuẩn bị các thiết kế cho kiểu thiết giáp hạm mới. Thiết kế này phải: "căn cứ theo hỏa lực, vỏ giáp và sức mạnh động lực của Queen Elizabeth làm tiêu chuẩn, và xây dựng chung quanh chúng một lườn tàu có mớn nước ít nhất có thể trong phạm vi khả thi và an toàn, và được tích hợp sự bảo vệ và cải tiến mới nhất chống lại sự tấn công dưới nước." Thiết kế (phiên bản 'A') được đệ trình lên Bộ Hải quân vào ngày 30 tháng 11 để xem xét. DNC đã có thể giảm mớn nước của con tàu đến 22% so với Queen Elizabeth bằng cách mở rộng mạn thuyền lên 31,7 m (104 ft) và kéo dài nó đến 247 m (810 ft); nhưng điều này đưa đến hậu quả là các con tàu chỉ có thể sử dụng được một ụ tàu ở Rosyth và hai ở Portsmouth. Các đai chống ngư lôi lớn được trang bị, và một giàn hỏa lực hạng hai gồm mười hai khẩu 127 mm (5 inch) kiểu thiết kế mới được trang bị trên tháp chỉ huy phía trước. Độ nổi cao cho phép thiết kế này có một tỉ lệ về độ nổi dự trữ so với tải trọng lớn hơn mọi thiết giáp hạm dreadnought Anh Quốc trước đây. Kiểu dáng lườn tàu kéo dài của thiết kế này còn cho phép nó có một tốc độ tối đa lên đến 49 km/h (26,5 knot), nhanh hơn khoảng 4,6 km/h (2,5 knot) so với tốc độ mà lớp Queen Elizabeth từng đạt được trong phục vụ. Thứ trưởng Thứ nhất Hải quân, Đô đốc Sir Henry Jackson, trả lời vào ngày 6 tháng 12 rằng mối nguy hiểm của một tàu chiến lớn đến như vậy sẽ kích động một cuộc chạy đua vũ trang mới với Hoa Kỳ mà Anh Quốc không thể đài thọ nổi, và cần thiết nên có một sàn tàu được bảo vệ tốt hơn chống đạn pháo bắn tới trong các cuộc đụng độ ở tầm xa.
Bộ Hải quân yêu cầu thiết kế được chỉnh sửa lại (phiên bản 'B') với mạn tàu rộng tối đa 27,4 m (90 ft), nhưng điều này được xem là không thỏa đáng vì nó cần phải thỏa hiệp với sự bảo vệ dưới nước của con tàu. Hai thiết kế sửa đổi khác được đòi hỏi với tốc độ tối đa được giảm xuống 40,7 km/h (22 knot) cho phép rút ngắn lườn tàu để vừa với các ụ tàu nổi đang sẵn có và tầm nước tối thiểu có thể. Kiểu thứ nhất trong số đó ('C1') có một bầu bảo vệ chống ngư lôi toàn phần trong khi kiểu thứ hai ('C2') có được bầu bảo vệ tốt nhất có thể có được mà không vượt quá chiều dài của Queen Elizabeth. 'C1' được rút ngắn 30,5 m (100 ft) so với thiết kế 'B' và kiểu 'C2' chỉ dài 186 m (610 ft), nhưng mớn nước tăng thêm 0,38 m (1 ft 3 in). Cả hai đề nghị này đều cần phải giảm bớt số lượng pháo của giàn hỏa lực hạng hai và giảm độ dày vỏ giáp. Bộ Hải quân đã không hài lòng với cả hai thiết kế, và yêu cầu một phiên bản cải tiến dựa trên 'A' có cùng chiều rộng mạn thuyền, tầm nước, vỏ giáp và vũ khí, nhưng ngắn hơn và có cùng tốc độ như lớp Queen Elizabeth. Ngoài ra kiểu pháo 127 mm (5 inch) mới bị từ chối để giữ lại cỡ pháo 140 mm (5,5 inch) đang sẵn có.
Ít nhất một số trong các thiết kế nêu trên đã được chuyển cho Đô đốc John Jellicoe, Tư lệnh Hạm đội Grand, người đã chỉ ra rằng không có nhu cầu thực sự đối với những thiết giáp hạm mới do ưu thế chắc chắn về số lượng thiết giáp hạm của Anh so với Đức, nhưng điều này sẽ không đúng đối với tương quan lực lượng tàu chiến-tuần dương. Người ta biết được Đức đang đóng ba chiếc mới thuộc lớp Mackensen với tốc độ tối đa được ước lượng sẽ đạt 55,6 km/h (30 knot) và trang bị pháo 386 mm (15,2 inch). Những con tàu này sẽ vượt trội hơn mọi tàu chiến-tuần dương Anh đang có, trong khi hai chiếc tàu chiến-tuần dương thuộc lớp Renown và các "tàu tuần dương nhẹ lớn" thuộc lớp Courageous đang được chế tạo vào lúc đó sẽ nhanh tương đương, nhưng có vỏ giáp quá mỏng để cạnh tranh với chúng. Ông cũng lưu ý rằng kinh nghiệm của ông khi hoạt động cùng với lớp Queen Elizabeth cho thấy một tốc độ trung gian giữa thiết giáp hạm và tàu chiến-tuần dương ít hữu dụng; ông đề nghị thiết kế mới nên là một thiết giáp hạm có tốc độ 39 km/h (21 knot) hay là một tàu tuần dương tốc độ 55,5 km/h (30 knot), và ông chuộng cách thứ hai nhiều hơn.
DNC chuẩn bị hai thiết kế mới nhằm đáp ứng những nhận xét của Đô đốc Jellicoe vào ngày 1 tháng 2 năm 1916, tất cả đều là tàu chiến-tuần dương có khả năng đạt tốc độ 55,5 km/h (30 knot) hay tốt hơn và trang bị tám pháo 381 mm (15 inch). Thiết kế '1' có tải trọng 39.000 tấn với đai giáp kém đi 2 inch và tốc độ 30 knot; nó sử dụng nồi hơi kiểu ống lớn cồng kềnh vốn là truyền thống của các tàu chiến chủ lực Anh, vốn giải thích tại sao thiết kế này lớn hơn 9.000 tấn so với mọi thiết giáp hạm trước đó. Thiết kế '2' về thực chất là sự lặp lại của cái đầu tiên, ngoại trừ việc thay thế bằng nồi hơi ống nhỏ. Nó nhỏ hơn đáng kể so với các kiểu cũ và tiết kiệm được 3.500 tấn so với thiết kế '1' cũng như có tầm nước ít hơn 0,3 m (1 ft). Những sự tiết kiệm này có ý nghĩa thực tiễn đủ để vượt qua sự phản đối của Kỹ sư Trưởng rằng chúng đòi hỏi phải được sửa chữa thường xuyên và tốn kém. DNC được yêu cầu phác thảo thêm bốn thiết kế khác sử dụng nồi hơi ống nước nhỏ vốn được đệ trình vào ngày 17 tháng 2. Thiết kế '3' chính là thiết kế '2' với hệ thống động lực có công suất 160.000 mã lực (119,3 MW) để đẩy tốc độ tối đa lên 59 km/h (32 knot) trong khi các thiết kế khác có bốn, sáu hoặc tám khẩu pháo 457 mm (18 inch). Thiết kế '3' đã được chọn vì Đô đốc Jellicoe đã chỉ định số lượng pháo tối thiểu không được ít hơn tám khẩu vì ít hơn nữa sẽ gây ra vấn đề về độ chính xác trong kiểm soát hỏa lực; và thêm hai phương án khác được đưa ra, một với mười hai khẩu pháo hạng hai 140 mm (5,5 inch) và phương án kia với mười sáu khẩu. Đề nghị thứ hai được chấp thuận vào ngày 7 tháng 4 và đơn đặt hàng được đưa ra vào ngày 19 tháng 4 cho ba chiếc Hood, Howe và Rodney. Đơn đặt hàng chiếc thứ tư Anson được tiếp nối vào ngày 13 tháng 6.

## Thiết kế và chế tạo
HMS Hood (51) được đặt lườn vào ngày 31 tháng 5 năm 1916, cùng ngày với trận Jutland. Việc bị mất ba tàu chiến-tuần dương Anh trong trận này đã khiến cho công việc chế tạo của cả ba chiếc bị ngưng lại chờ đợi một cuộc điều tra về những khiếm khuyết trong thiết kế. Cuộc điều tra của Đô đốc Jellicoe đổ lỗi việc mất các con tàu cho sai sót trongquy trình vận chuyển thuốc phóng cordite vốn khiến cho các đám cháy trên các tháp pháo hay thang nâng đến được hầm đạn. Nó đề nghị gắn các thiết bị chống cháy cho hầm đạn và các phòng nạp thuốc cũng như cải tiến lớp vỏ giáp sàn tàu bên trên các hầm đạn nhằm ngăn ngừa đạn pháo bắn tới hay mảnh đạn nổ có thể thâm nhập hầm đạn. DNC và một trong các Thứ trưởng Hải quân đã phản đối đề nghị sau, tin rằng không có chứng cứ trực tiếp cho thấy các hầm đạn đã bị xuyên thủng trực tiếp.
Vào ngày 5 tháng 7, DNC đệ trình hai phiên bản thiết kế được sửa đổi cho lớp Admiral. Thiết kế thứ nhất là một sự cải tiến dựa trên thiết kế trước đây với sự gia tăng đôi chút vỏ giáp dành cho sàn tàu, tháp pháo, tháp súng nhỏ và ống khói, vỏ giáp 25 mm (1 inch) dành cho cửa và thang nâng của hầm đạn 140 mm (5,5 inch), và số máy phát điện được tăng từ bốn lên tám chiếc. Những thay đổi này làm gia tăng tải trọng con tàu thêm 1.250 tấn và mớn nước thêm 0,23 m (9 inch). Thiết kế thứ hai cải thiện mạnh mẽ sự bảo vệ, biến con tàu trở thành một thiết giáp hạm nhanh. Vỏ giáp dọc nói chung được tăng cường 50% và việc bảo vệ sàn tàu dày hơn đôi chút so với thiết kế thứ nhất. Những thay đổi này đã cộng thêm 4.300 tấn tải trọng vào thiết kế nguyên thủy và gia tăng tầm nước thêm 0,6 m (2 ft), và giảm bớt một nửa knot (1 km/h) tốc độ. Thiết kế này khiến cho nó tương đương với những chiếc Queen Elizabeth, nhưng nhanh hơn 13 km/h (7 knot) và việc bảo vệ chống ngư lôi được cải thiện đáng kể, cho dù nó nặng hơn khoảng 13.000 tấn so với những con tàu cũ. Sau khi DNC đệ trình các thiết kế trên, ông được yêu cầu cân nhắc thêm các biến thể với các tháp pháo 380 mm (15 inch) ba nòng, và chúng được đệ trình vào ngày 20 tháng 7. Bộ Hải quân chọn kiểu thiết kế thiết giáp hạm nhanh, và Hood lại được tiếp tục chế tạo vào ngày 1 tháng 9.
Cuối tháng đó, sơ đồ vỏ giáp của Hood lại được thay đổi đôi chút dưới ánh sáng của việc phân tích tiếp theo những kết quả của trận Jutland, và vỏ giáp sàn tàu được gia tăng nhằm đảm bảo một độ dày tối thiểu là 229 mm (9 inch) chống đỡ lại đạn pháo bắn đến ở góc cho đến 30° từ đường chân trời. Những thay đổi khác được thực hiện vào năm 1917 trong khi chế tạo gia tăng độ dày của mặt trước và nóc tháp pháo. Những thay đổi này, cùng với nhiều thay đổi nhỏ khác, làm gia tăng trọng lượng rẽ nước của nó thêm 600 tấn, tầm nước sâu thêm 76 mm (3 inch) và làm giảm tốc độ tối đa xuống còn 57,4 km/h (31 knot). Những thay đổi còn được tiếp tục trong năm 1918 khi độ dày của vòng chỏm hầm đạn tăng từ 25 mm (1 inch) lên 50 mm (2 inch), trong khi lớp giáp dành cho phần ống khói bên trên tháp chỉ huy phía trước được loại bỏ để bù trừ. Vào tháng 5 năm 1919 độ dày của lớp vỏ giáp trên sàn tàu chính ngang với hầm đạn được tăng lên 76 mm (3 inch), và bốn khẩu pháo hạng hai 140 mm (5,5 inch) cùng với hầm đạn của chúng được loại bỏ tương ứng. Một tháng sau, kế hoạch được chấp thuận nhằm gia tăng độ dày của sàn tàu chính bên trên hầm đạn phía trước lên 127 mm (5 inch) và đến 152 mm (6 inch) bên trên hầm đạn phía sau; bốn ống phóng ngư lôi bên trên mặt nước và vỏ bảo vệ tương ứng của chúng được loại bỏ, cũng như độ dày của thành lớp giáp bảo vệ cho tháp điều khiển ngư lôi được giảm còn 37 mm (1,5 inch) để bù đắp trọng lượng của vỏ giáp. Tuy nhiên, việc bổ sung vỏ giáp cho sàn tàu không bao giờ được thực hiện và các ống phóng ngư lôi (ngoại trừ vỏ bảo vệ của chúng) được giữ lại.
Tuy nhiên, vào đầu năm 1917, việc chế tạo ba con tàu chị em với Hood bị ngưng lại do nhân lực và vật liệu cần thiết được sử dụng vào việc chế tạo và sửa chữa các tàu buôn và tàu hộ tống vốn đang rất cần đến trong việc duy trì các tuyến đường liên lạc thông thương của Anh trước mối đe dọa phong tỏa của tàu ngầm U-boat Đức. Dù sao, công việc thiết kế vẫn cứ được tiến hành mặc dù Hood đã được chế tạo khá nhiều để có thể tích hợp những thay đổi sau cùng này. Vào cuối năm 1917, thiết kế của những con tàu bị tạm ngưng được thay đổi để gia tăng bề dày của lớp vỏ giáp nóc tháp pháo lên 152 mm (6 inch) cùng nhiều thay đổi khó xác định lên lớp gáp các vách ngăn; chúng làm tăng thêm 267 tấn tải trọng. Các thay đổi khác là cấu trúc cầu tàu được thiết kế lại, sắp xếp các ống khói sát lại gần nhau và tráo đổi vị trí phòng nạp đạn và hầm đạn của các khẩu pháo 380 mm (15 inch).
Việc chế tạo Hood được tiến triển nhiều nhất trong số những con tàu của lớp, và nó được tiếp tục để hoàn tất đề phòng trường hợp người Đức có thể xoay xở để hoàn thành một trong những tàu chiến-tuần dương mới của họ. Đô đốc Beatty liên tục gây áp lực cho việc chế tạo Hood được hoàn tất, cũng như những con tàu chị em được tái khởi động, nhưng Nội các Chiến tranh đã từ chối chấp thuận việc này do không thể hy sinh bất cứ khoản nào trong chương trình đóng tàu cho mục đích đó. Sau khi chiến tranh kết thúc, ba con tàu chị em đã ngừng lại bị hủy bỏ hẳn vì chúng không thể tích hợp toàn bộ những bài học của chiến tranh.

## Đặc tính
Lớp Admiral lớn hơn đáng kể so với những chiếc tiền nhiệm thuộc lớp Renown. Chúng có chiều dài chung 262 m (860 ft), mạn thuyền rộng 31,7 m (104 ft), và mớn nước 9,6 m (31 ft 6 in) khi đầy tải. Nó dài hơn 33,5 m (110 ft) và rộng hơn 4,3 m (14 ft) so với những chiếc lớp trước. Chúng có trọng lượng rẽ nước 41.200 tấn tiêu chuẩn và 45.620 tấn khi đầy tải, nặng hơn trên 13.000 tấn so với lớp trước. Chúng có một chiều cao khuynh tâm 1,4 m (4 ft 7 in) khi đầy tải cũng như một đáy tàu hai lớp toàn bộ.

### Động lực
Những chiếc trong lớp Admiral có bốn động cơ turbine hơi nước Brown-Curtis với hộp số giảm cấp một tầng, mỗi chiếc dẫn động một trục chân vịt, và được bố trí trong ba phòng động cơ. Phòng động cơ phía trước chứa hai turbine cho các trục chân vịt hai bên cánh, phòng động cơ giữa có một turbine cho trục chân vịt giữa bên mạn trái, còn turbine của phòng động cơ phía sau dẫn động trục chân vịt giữa bên mạn phải. Một turbine đi đường trường được cấu tạo vào giữa vách của mỗi turbine bên cánh. Các turbine được cung cấp hơi nước bởi 24 nồi hơi ống nước nhỏ Yarrow được phân chia đồng đều giữa bốn phòng nồi hơi. Chúng được thiết kế để có được công suất tổng cộng 144.000 mã lực (107,4 MW) ở áp lực vận hành 1.620 kPa (235 psi), nhưng nó đã đạt đến hơn 151.000 mã lực (112,6 MW) trong quá trình Hood chạy thử máy, khi nó vượt hơn đội chút so với tốc độ thiết kế 57,4 km/h (31 knot).
Chúng được thiết kế để có thể mang theo một cách bình thường 1.200 tấn dầu đốt, nhưng có thể mang tối đa đến 4.000 tấn. Ở dung lượng tối đa, Hood có thể đi đường trường ở tốc độ 26 km/h (14 knot) một khoảng cách ước lượng 14.000 km (7.500 hải lý). Chúng có tám máy phát điện công suất 175 kW, gồm hai chiếc chạy bằng động cơ diesel, hai chiếc turbine và bốn chiếc chạy bằng động cơ chuyển động qua lại.

### Vũ khí
Những chiếc trong lớp Admiral được trang bị tám khẩu pháo chính BL 381 m (15 inch) Mk I bố trí trên bốn tháp súng Mark II nòng đôi vận hành bằng thủy lực, được đặt tên 'A', 'B', 'X' và 'Y' theo thứ tự từ trước ra sau. Các khẩu pháo có thể hạ xuống tối đa đến −3° và nâng lên tối đa đến 30°; chúng có thể nạp đạn ở bất kỳ góc nào cho đến 20°, cho dù việc nạp đạn ở góc cao có xu hướng làm chậm tốc độ bắn. Các con tàu mang theo 120 quả đạn pháo cho mỗi khẩu. Chúng bắn ra đầu đạn pháo nặng 871 kg (1.920 lb) ở lưu tốc đầu đạn tối đa 752 m/s (2.467 ft/s); cho phép đạt được tầm xa tối đa 26,5 km (29.000 yard) đối với loại đạn pháo xuyên thép (AP, armour-piercing).
Dàn hỏa lực hạng hai của chúng bao gồm mười sáu khẩu hải pháo BL 140 mm (5,5 inch) Mk I, đặt trên tháp pháo xoay trên sàn tháp chỉ huy phía trước và được bảo vệ bởi giáp chắn. Chúng được cung cấp 200 quả đạn pháo cho mỗi khẩu. Các khẩu súng trên bệ có thể nâng tối đa lên một góc 30°. Chúng bắn ra đầu đạn pháo nặng 37,2 kg (82 lb) ở lưu tốc đầu đạn tối đa 850 m/s (2.790 ft/s), đạt được tầm xa tối đa 16,2 km (17.700 yard) ở góc nâng 30°, và một tốc độ bắn tối đa 12 đạn pháo mỗi phút.
Lớp Admiral được thiết kế để trang bị bốn súng phòng không QF 102 mm (4 inch) Mark V. Chúng có thể hạ xuống tối đa đến -5° và nâng lên tối đa đến 80°. Chúng bắn ra đầu đạn nổ công suất mạnh (HE, high explovise) nặng 14 kg (31 lb) với lưu tốc đầu đạn 728 m/s (2.387 ft/s) ở tốc độ bắn tối đa 10 đến 15 phát mỗi phút. Các khẩu pháo này có trần bắn đối đa 28,3 km (31.000 ft), cho dù tầm bắn hiệu quả ít hơn nhiều.
Hai ống phóng ngư lôi nạp bên cạnh 533 mm (21 inch) ngầm dưới nước được trang bị phía trước tháp pháo 'A', cùng tám ống phóng nạp bên cạnh trên mặt nước Mark V ở sàn tàu trên ngang hàng với ống khói sau được dự tính để trang bị, cho dù cuối cùng chỉ có bốn chiếc kiểu sau được gắn trên chiếc Hood. Chúng được nạp và vận hành bằng thủy lực; các ống ngầm được phóng bằng khí nén trong những ống trên mặt nước sử dụng các liều thuốc phóng cordite. Con tàu mang theo 32 đầu đạn chứa trong hai kho chứa phía trước hầm đạn của tháp pháo chính 'A'. Hood mang theo ngư lôi kiểu Mark IV và Mark IV*, mỗi quả mang một đầu đạn chứa 233,6 kg (515 lb) TNT. Chúng có thể vận hành ở ba mức tốc độ, vốn sẽ khống chế tầm xa hoạt động tương ứng: từ 7,3 km (8.000 yard) ở tốc độ 64,8 km/h (35 knot), 9,1 km (10.000 yard) ở tốc độ 53,7 km/h (29 knot) và 12,3 km (13.500 yard) ở tốc độ 46,3 km/h (25 knot).

### Kiểm soát hỏa lực
Các khẩu pháo chính của lớp Admiral được điều khiển bởi hai bộ kiểm soát hỏa lực. Bộ điều khiển chính được gắn bên trên tháp điều khiển trong một nắp bọc thép và chiếc kia gắn bên cột ăn-ten phía trước. Tháp pháo 'B' có thể kiểm soát tất cả các tháp pháo chính trong khi tháp pháo 'X' kiểm soát các tháp pháo phía sau. Thông tin đến từ một máy đo tầm xa rộng 9 m (30 ft) bố trí trong một nắp bọc thép được nạp vào một Bảng kiểm soát hỏa lực Dreyer Mk V đặt trong trạm truyền tin dưới sàn tàu nơi chúng được chuyển thành những thông tin về tầm xa và góc lệch sử dụng bởi các khẩu pháo. Thông tin định vị về mục tiêu còn được ghi lên một bản vẽ nhằm hỗ trợ cho sĩ quan tác xạ trong việc dự đoán sự di chuyển của mục tiêu. Bộ điều khiển trên cột ăn-ten phía trước được trang bị một máy đo tầm xa rộng 4,5 m (15 ft). Mỗi tháp súng còn được cung cấp một máy đo tầm xa 9 m (30 ft) đặt trong vỏ bọc thép trên nóc tháp súng và một máy tính tương tự Dumaresq để kiểm soát hỏa lực tại chỗ.
Dàn pháo hạng hai chủ yếu được điều khiển bởi những bộ kiểm soát hỏa lực 140 mm (5,5 inch) gắn trên hai bên của cầu tàu. Chúng được bổ túc bởi hai vị trí kiểm soát hỏa lực bổ sung đặt trên cột ăn-ten trước, được cung cấp các máy đo tầm xa 2,7 m (9 ft). Mỗi chiếc trên các vị trí này được trang bị một máy tính Dumaresq để kiểm soát tại chỗ, nhưng thông tin định vị thường được chuyển đến trạm truyền tin 140 mm (5,5 inch) ở sàn tàu bên dưới theo cách tương tự như đối với dàn pháo chính, ngoại trừ việc thông tin hỏa lực được tính toán bởi hai máy tính tương tự dạng đồng hồ kiểm soát hỏa lực Kiểu F. Các khẩu pháo phòng không được kiểm soát bởi một máy đo tầm xa 2 m (6 ft) bố trí trên cấu trúc thượng tầng phía sau.
Dàn ngư lôi thoạt tiên cũng có một hệ thống kiểm soát hỏa lực tương tự với nhiều máy đo tầm xa, đặc biệt là một máy đo tầm xa 4,5 m (15 ft) đặt bên trên tháp chỉ huy ngư lôi phía sau, cung cấp thông tin định vị đến một bảng Dreyer đặt trong trạm truyền tin ngư lôi cạnh bên trạm truyền tin 140 mm (5,5 inch) ở sàn tàu bên dưới. Tuy nhiên bảng Dreyer này bị tháo bỏ khi Hood được tái trang bị trong những năm 1929– 1931 và việc tính toán được thực hiện tại vị trí kiểm soát ngư lôi trên cầu tàu.

### Vỏ giáp
Đai giáp ở mực nước của lớp Admiral có độ dày 305 mm (12 inch), được đặt nghiêng ở một góc 12° hướng ra phía ngoài một phần để giữ cho đai giáp bên trong cấu trúc bầu và cho phép sức ép của vụ nổ ngư lôi được hướng ra ngoài không khí. Sự bố trí một góc nghiêng giúp làm gia tăng độ dày tương đối của vỏ giáp đối với hỏa lực bắn ngang ở tầm gần, dù phải đánh đổi làm giảm đi độ dày tương đối làm tăng nguy cơ đạn pháo bắn tới đi bên trên hoặc bên dưới. Đai nghiêng này làm cho vỏ giáp của nó so sánh được với đai giáp dày 330 mm (13 inch) tìm thấy trên những chiếc dreadnought Anh Quốc mới nhất. Nó kéo dài khoảng 171 m (562 ft), từ mép trước của tháp pháo 'A' đến giữa tháp pháo 'Y'. Phía trước phần này đai giáp mỏng đi còn 152 mm (6 inch) trước khi giảm hơn nữa còn 127 mm (5 inch) và kết thúc bằng một vách ngăn dày 127 mm (5 inch) cách không xa mũi tàu. Từ giữa phía sau tàu đai giáp giảm độ dày còn 152 mm (6 inch); nó không đi đến tận đuôi tàu nhưng kết thúc ở một vách ngăn dày 127 mm (5 inch). Đai giáp này có chiều cao 2,9 m (9 ft 6 in), trong đó 1,2 m (4 ft) ở bên dưới mực nước theo thiết kế. Bên trên nó là một đai giáp giữa dày 178 mm (7 inch) và cao 2,1 m (7 ft), kéo dài giữa tháp pháo 'A' và 'Y', tận cùng bằng những vách ngăn ngang dày 102 mm (4 inch) ở mỗi đầu. Và cuối cùng là một đai giáp trên dày 127 mm (5 inch) cao 2,7 m (9 ft), chỉ đi từ tháp pháo 'A' đến nơi kết thúc các khoang động cơ rồi kết thúc cũng bởi những vách ngăn ngang khác dày 102 mm (4 inch). Năm sàn tàu của chiếc Hood được bọc giáp với độ dày thay đổi trong khoảng 19–76 mm (0,75-3 inch), chỗ dày nhất là bên trên hầm đạn và bánh lái. Ngay bên cạnh các tháp pháo 'A' và 'Y' sàn tàu chính có lớp giáp dày 127 mm (5 inch) để bảo vệ hầm đạn.
Mặt trước của tháp pháo có vỏ giáp dày 381 mm (15 inch) trong khi các mặt bên có độ dày trong khoảng 279–305 mm (11-12 inch), và nóc dày 127 mm (5 inch). Bệ tháp pháo có độ dày vỏ giáp tối đa 305 mm (12 inch), nhưng được giảm bớt độ dày ở các tầng bên dưới sàn tàu, cho dù độ dày của các bệ tháp pháo 'A' và 'Y' dày hơn đôi chút ở bên dưới các sàn tàu so với các tháp pháo khác. Vỏ giáp bảo vệ tháp chỉ huy dày 229–305 mm (9-12 inch), và đó là lớp giáp dày nhất từng được trang bị cho một tàu chiến chủ lực Anh Quốc với trọng lượng lên đến 600 tấn. Bộ điều khiển hỏa lực chính đặt bên trên tháp chỉ huy được bảo vệ bởi một vỏ bọc giáp. Mặt trước của nó dày 152 mm (6 inch), mặt hông dày 51 mm (2 inch) và nóc của nó được bảo vệ bởi giáp dày 76 mm (3 inch). Một ống liên lạc có độ dày bên hông 152 mm (6 inch) chạy từ tháp điều khiển xuống vị trí điều khiển bên dưới trên sàn tàu chính. Ba vách ngăn ngư lôi có độ dày 38 mm (1,5 inch), 25 mm (1 inch) và 19 mm (0,75 inch).
Bầu chống ngư lôi của lớp tàu chiến-tuần dương Admiral là kiểu đầu tiên được trang bị trên một tàu chiến chủ lực Anh Quốc, được tích hợp đầy đủ những bài học có được từ một loạt các thử nghiệm đã tiến hành từ trước Chiến tranh Thế giới thứ nhất. Chúng bao gồm một khoảng trống bên ngoài, một khoảng nổi bên trong và một vách ngăn bảo vệ dày 38 mm (1,5 inch). Khoảng trống nổi này được chất đầy những ống sắt ngắn hàn kín được dự tính nhằm phân tán lực của một vụ nổ càng rộng càng tốt cũng như hấp thu chúng càng nhiều càng tốt. Tuy nhiên, những thử nghiệm được thực hiện sau khi chiếc Hood đã hoàn tất cho thấy việc đổ đầy nước vào các khoảng trống nổi này cũng có hiệu quả tương đương mà lại rẻ hơn đáng kể.

## Những chiếc trong lớp
| Tàu    | Xưởng đóng tàu               | Tên đặt theo    | Đặt lườn             | Hạ thủy                      | Hoàn tất            | Số phận                                    |
| ------ | ---------------------------- | --------------- | -------------------- | ---------------------------- | ------------------- | ------------------------------------------ |
| Hood   | John Brown, Clydebank        | Tử tước Hood    | 1 tháng 9 năm 1916   | 22 tháng 8 năm 1918          | 15 tháng 5 năm 1920 | Đánh chìm 24 tháng 5 năm 1941 bởi Bismarck |
| Anson  | Armstrong Whitworth, Elswick | George Anson    | 9 tháng 11 năm 1916  | Tạm ngưng 9 tháng 3 năm 1917 |                     | Hủy bỏ 27 tháng 2 năm 1919                 |
| Howe   | Cammell Laird, Birkenhead    | Bá tước Howe    | 16 tháng 10 năm 1916 | Tạm ngưng 9 tháng 3 năm 1917 |                     | Hủy bỏ 27 tháng 2 năm 1919                 |
| Rodney | Fairfield, Govan             | Nam tước Rodney | 9 tháng 10 năm 1916  | Tạm ngưng 9 tháng 3 năm 1917 |                     | Hủy bỏ 27 tháng 2 năm 1919                 |

## Lịch sử hoạt động

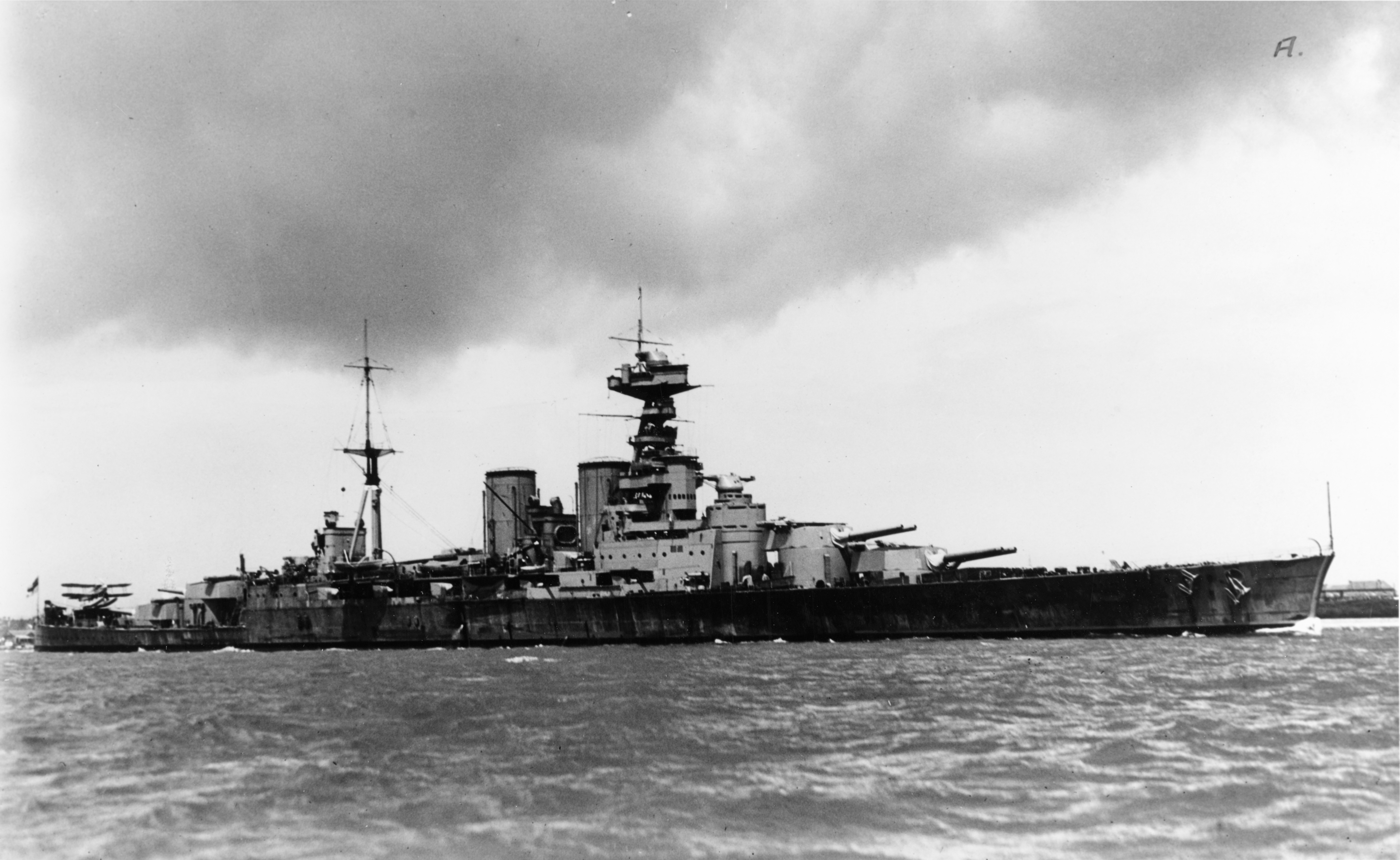
HMS Hood vào năm 1932

### Giữa hai cuộc thế chiến
Không lâu sau khi được đưa ra hoạt động vào ngày 15 tháng 5 năm 1920, Hood trở thành soái hạm của Hải đội Tàu chiến-tuần dương của Hạm đội Đại Tây Dương dưới quyền chỉ huy của Chuẩn Đô đốc Sir Roger Keyes. Nó thực hiện một chuyến đi đến vùng biển Scandinavia trong năm đó, rồi đi đến Địa Trung Hải trong những năm 1921 và 1922 để biểu dương và để huấn luyện chung với Hạm đội Địa Trung Hải, trước khi lên đường cùng với Hải đội Tàu chiến-tuần dương trong một chuyến đi đến Brazil và khu vực quần đảo Tây Ấn.
Vào tháng 11 năm 1923, Hood, được tháp tùng bởi tàu chiến-tuần dương Repulse và một số tàu tuần dương thuộc lớp Danae của Hải đội Tuần dương nhẹ 1, thực hiện chuyến đi vòng quanh thế giới từ Tây sang Đông ngang qua kênh đào Panama. Chúng quay về nhà mười tháng sau đó vào tháng 9 năm 1924. Hải đội Tàu chiến-tuần dương ghé thăm Lisbon vào tháng 1 năm 1925 để tham gia các lễ hội kỷ niệm Vasco da Gama trước khi tiếp tục đi đến Địa Trung Hải để tập trận. Hood tiếp tục thực hiện việc thực tập huấn luyện thường lệ trong mùa Đông bằng việc viếng thăm Địa Trung Hải cho đến hết thập niên đó.
Hood trải qua một đợt tái trang bị lớn từ 1 tháng 5 năm 1929 đến 10 tháng 3 năm 1931, rồi sau đó tiếp nối vai trò soái hạm của Hải đội Tàu chiến-tuần dương. Cuối năm 1931, thủy thủ của nó đã tham gia vụ binh biến Invergordon phản đối việc cắt giảm lương của thủy thủ. Sự kiện này kết thúc một cách hòa bình và Hood quay trở về cảng nhà sau đó. Hải đội Tàu chiến-tuần dương thực hiện một chuyến đi đến khu vực Caribbe vào đầu năm 1932. Sang năm sau, nó tiếp tục thông lệ thực tập với những chuyến đi mùa Đông đến Địa Trung Hải. Trên đường đi đến Gibraltar trong một chuyến đi như vậy, nó đã va chạm với tàu chiến-tuần dương Renown vào ngày 23 tháng 1 năm 1935, nhưng chỉ bị hư hại nhẹ. Hood tham gia cuộc Duyệt binh Hạm đội mừng Ngân khánh Đăng quang của Vua George V tại Spithead trong tháng 8 tiếp theo. Nó được chuyển sang Hạm đội Địa Trung Hải không lâu sau đó và đặt căn cứ tại Gibraltar vào lúc nổ ra cuộc Chiến tranh Ý-Abyssini thứ hai và cuộc Nội chiến Tây Ban Nha. Vào ngày 23 tháng 4 năm 1937 nó đã hộ tống ba tàu buôn Anh Quốc tiến vào cảng Bilbao bất chấp sự hiện diện của tàu tuần dương Almirante Cervera thuộc phe Quốc gia đang có ý định phong tỏa cảng này. Nó quay trở về Portsmouth vào tháng 1 năm 1939 cho một đợt đại tu kéo dài đến ngày 12 tháng 8.

### Chiến tranh Thế giới thứ hai
Vào tháng 6 năm 1939, Hood được điều về Hải đội Tàu chiến-tuần dương của Hạm đội Nhà trong khi vẫn đang được sửa chữa; và khi Chiến tranh Thế giới thứ hai nổ ra, nó được sử dụng chủ yếu vào việc tuần tra khu vực chung quanh Iceland và quần đảo Faroe bảo vệ các đoàn tàu vận tải và đánh chặn các tàu cướp tàu buôn Đức mưu toan thoát ra Đại Tây Dương. Vào tháng 9 năm 1939, nó trúng phải một quả bom 250 kg (550 lb) gây hư hại nhẹ. Vào đầu năm 1940 hệ thống động lực của Hood ở trong tình trạng thảm hại làm giới hạn tốc độ tối đa của nó chỉ còn 49 km/h (26,5 knot); nó được tái trang bị từ ngày 4 tháng 4 đến ngày 12 tháng 6.
Hood cùng với tàu sân bay Ark Royal được lệnh đi đến Gibraltar để gia nhập Lực lượng H vào ngày 18 tháng 6 năm 1940 nơi Hood trở thành soái hạm. Vì vậy, nó đã tham gia vào vụ tiêu diệt Hạm đội Pháp tại Mers-el-Kebir vào tháng 7 năm 1940. Chỉ tám ngày sau khi Pháp đầu hàng, Bộ Hải quân Anh ra một tối hậu thư cho Hạm đội Pháp tại Oran nhằm đảm bảo số tàu chiến này không bị rơi vào tay người Đức hay người Ý. Các điều kiện bị bác bỏ và Hải quân Hoàng gia đã nổ súng vào các tàu chiến Pháp đang neo đậu tại đây. Không thể biết được chính xác hiệu quả của hỏa lực từ chiếc Hood, nhưng nó đã làm hư hại thiết giáp hạm Dunkerque, vốn bị bắn trúng bốn quả đạn pháo 381 mm (15 inch) và bị buộc phải tự mắc cạn. Trong cuộc đụng độ, Hood cũng chịu đựng hỏa lực bắn trả từ Dunkerque, khi mảnh đạn pháo làm bị thương hai người. Con tàu chị em với Dunkerque là Strasbourg tìm cách thoát ra được khỏi cảng, và Hood cùng với nhiều tàu tuần dương hạng nhẹ truy đuổi, nhưng phải bỏ cuộc hai giờ sau khi đó khi Hood phải lẩn tránh một loạt ngư lôi phóng từ một tàu xà-lúp Pháp, và nó làm hỏng một turbine khi nâng tốc độ lên 52 km/h (28 knot).
Hood được Renown thay thế trong vai trò soái hạm của Lực lượng H vào ngày 10 tháng 8 sau khi quay trở về Scapa Flow. Sau một đợt tái trang bị ngắn, nó tiếp nối vai trò trước đây là tuần tra chống chiến tranh cướp tàu buôn của Đức và hộ tống các đoàn tàu vận tải. Công việc này kéo dài đến tháng 1 năm 1941 khi nó thực hiện một đợt tái trang bị khác kéo dài đến tháng 3. Khi hoàn tất nó lại được lệnh ra khơi trong một nỗ lực nhằm đánh chặn các thiết giáp hạm Đức Gneisenau và Scharnhorst, nhưng không thành công. Nó đảm trách việc tuần tra tại khu vực vịnh Biscay ngăn chặn mọi mưu toan thoát ra của các tàu chiến Đức từ Brest thuộc Pháp. Hood được lệnh đi đến biển Na Uy vào ngày 19 tháng 4 khi Bộ Hải quân nhận được một báo cáo sai lầm là thiết giáp hạm Bismarck đã khởi hành từ Đức. Sau đó nó tuần tra trên khu vực Bắc Đại Tây Dương cho đến khi quay trở về Scapa Flow vào ngày 6 tháng 5.

### Trận chiến eo biển Đan Mạch
Chiều tối ngày 21 tháng 5 năm 1941, Hood cùng với chiếc thiết giáp hạm Prince of Wales vừa mới được hoàn tất lên đường từ Scapa Flow để sáp nhập cùng các tàu tuần dương hạng nặng Norfolk và Suffolk tuần tra khu vực eo biển Đan Mạch giữa Greenland và Iceland sau khi có những tin tức về việc Bismarck và tàu tuần dương hạng nặng Prinz Eugen đã thoát ra Bắc Đại Tây Dương. Chúng chưa đến được khu vực eo biển khi Suffolk nhìn thấy các tàu chiến Đức về phía Bắc Iceland vào buổi chiều tối ngày 23 tháng 5. Hood cùng với Prince of Wales đổi hướng và tăng tốc độ để đánh chặn. Hải đội Anh trông thấy lực lượng Đức lúc 05 giờ 37 phút ngày 24 tháng 5, nhưng người Đức cũng đã nhận biết sự hiện diện của chúng. Phía Anh khai hỏa lúc 05 giờ 52 phút khi Hood nhắm vào Prinz Eugen, chiếc dẫn đầu trong đội hình của Đức; và phía Đức bắn trả vào lúc 05 giờ 55 phút, cả hai chiếc đều tập trung vào Hood. Có lẽ Prinz Eugen là chiếc đầu tiên đã bắn trúng đích khi một quả đạn pháo đánh trúng sàn tàu của Hood giữa hai ống khói, gây một đám cháy lớn giữa số đạn dược, đạn phòng không và rocket sắp sử dụng. Ngay trước 06 giờ 00, trong khi Hood đang bẻ lái 20° sang mạn trái để bộc lộ các tháp pháo phía đuôi, nó lại bị bắn trúng sàn tàu từ một quả đạn pháo từ chiếc Bismarck của loạt đạn thứ năm. Vị trí chính xác và các diễn tiến tiếp theo không thể nào xác định, nhưng hầm đạn 381 m (15 inch) phía sau của nó đã phát nổ, làm gãy đôi con tàu và nó đã chìm với tổn thất nhân mạng toàn bộ ngoại trừ chỉ có ba người trong thủy thủ đoàn.